# 铁牛 (淮安市)
铁牛，位于江苏省淮安市洪泽县洪泽湖大堤，是中华人民共和国江苏省文物保护单位之一。
1982年3月25日，授予江苏省文物保护单位，是一座石刻及其他。